# CA-513
La CA-513 es una carretera autonómica de Cantabria perteneciente a la Red Local y que sirve de acceso a la población de Llaguno.

## Nomenclatura

Indicador

Su nombre está formado por las iniciales CA, que indica que es una carretera autonómica de Cantabria, y el dígito 513 es el número que recibe según el orden de nomenclaturas de las carreteras de la comunidad autónoma. La centena 5 indica que se encuentra situada en el sector comprendido entre la carretera nacional N-634 al norte, el límite provincial al este y sur, y la carretera nacional N-629 al oeste.

## Historia
Su denominación anterior era SV-5103.

## Trazado actual
Tiene su origen en la intersección con la CA-151 situada en el núcleo de Agüera y su final en Llaguno, ambas localidades situadas en el término municipal de Guriezo, municipio por el que discurre la totalidad de su recorrido de 2,1 kilómetros.
Su inicio se sitúa a una altitud de 126 m s. n. m. y el fin de la vía está situada a 252 m s. n. m.
La carretera tiene dos carriles, uno para cada sentido de circulación, y una anchura total de 5 metros sin arcenes.

## Actuaciones
El IV Plan de Carreteras contempla la ampliación de sección de la carretera a 5,5 metros sin arcenes.

## Transportes
No hay líneas de transporte público que recorran la carretera CA-513.

## Recorrido y puntos de interés
En este apartado se aporta la información sobre cada una de las intersecciones de la CA-513 así como otras informaciones de interés.
| Esquema                    | PK  | Sentido Llaguno (creciente) | Sentido Llaguno (creciente) | Sentido Llaguno (creciente)                          | Sentido Llaguno (creciente)                          | Sentido CA-151 (decreciente)                         | Sentido CA-151 (decreciente)                         | Sentido CA-151 (decreciente) | Sentido CA-151 (decreciente) | Incidencias |
| Esquema                    | PK  | Velocidad                   | Elemento                    | Salida                                               | Salida                                               | Salida                                               | Salida                                               | Elemento                     | Velocidad                    | Incidencias |
| Esquema                    | PK  | Velocidad                   | Elemento                    | Dir.                                                 | Nombre                                               | Nombre                                               | Dir.                                                 | Elemento                     | Velocidad                    | Incidencias |
| -------------------------- | --- | --------------------------- | --------------------------- | ---------------------------------------------------- | ---------------------------------------------------- | ---------------------------------------------------- | ---------------------------------------------------- | ---------------------------- | ---------------------------- | ----------- |
|                            | 0,0 |                             |                             |                                                      | CA-513 LLAGUNO                                       | CA-151 EL PONTARRÓN                                  |                                                      |                              |                              |             |
| CA-151 VALLE DE VILLAVERDE | 0,0 |                             |                             |                                                      | CA-513 LLAGUNO                                       |                                                      |                                                      |                              |                              |             |
|                            | 0,1 |                             |                             | Río Agüera                                           | Río Agüera                                           | Río Agüera                                           | Río Agüera                                           |                              |                              |             |
|                            | 0,1 |                             |                             | Iglesia de San Juan Evangelista                      | Iglesia de San Juan Evangelista                      | Iglesia de San Juan Evangelista                      | Iglesia de San Juan Evangelista                      |                              |                              |             |
|                            | 2,1 |                             |                             | LLAGUNO                                              | LLAGUNO                                              | LLAGUNO                                              | LLAGUNO                                              |                              |                              |             |
|                            | 2,1 |                             |                             | Final de la carretera en el núcleo urbano de Llaguno | Final de la carretera en el núcleo urbano de Llaguno | Final de la carretera en el núcleo urbano de Llaguno | Final de la carretera en el núcleo urbano de Llaguno |                              |                              |             |